# Звёздная и географическая карты Дюрера
Звёздная и географические карты Дюрера — три ксилографии Альбрехта Дюрера, выполненные им в 1515 году, с изображением карт южного и северного полушарий звёздного неба и Восточного полушария Земли. 
Эти произведения искусства являются одновременно ценнейшими памятниками науки. Работа над гравюрами проходила в сотрудничестве с видными немецкими учеными Иоганном Стабием (инициатор проекта) и Конрадом Хейнфогелем (нем. Konrad Heinfogel). Карта звёздного неба Дюрера, которая стала первой в истории отпечатанной типографским способом, была подготовлена, вероятно, к 1512 году. Набросок карты с градусной сеткой, по-видимому, сделал Стабий. По этим данным, по свидетельству Иоганна Доппельмайра, Хейнфогель «прилежно изготовил на плоскости» расположение звёзд, «привлекая применявшийся ещё в то время каталог неподвижных звезд Птолемея, которое затем Альбрехт Дюрер снабдил надлежащими фигурами… и для пользы любителей астрономии представил в гравюре на дереве». На двух листах карты звёздного неба фигуры созвездий изображены согласно греческой мифологической традиции. Изображения двух полушарий даны в стереографической проекции с центрами в полюсах эклиптики. В левом верхнем углу листа с южным полушарием помещён герб кардинала Ланга, в правом — текст посвящения, а внизу слева размещены гербы И. Стабия, К. Хейнфогеля и самого А. Дюрера и надпись на латыни: «Иоганн Стабий направил — Конрад Хейнфогель расположил звезды — Альбрехт Дюрер заполнил круг изображениями». В четырёх углах карты северного полушария изображены в фантастических одеяниях выдающиеся древние астрономы: Арат из Сол (слева вверху), Клавдий Птолемей (справа вверху), Марк Манилий (слева внизу) и Ас-Суфи (справа внизу).
На географической карте Дюрера, также выполненной в сотрудничестве с И. Стабием и К. Хейнфогелем, изображён «Старый Свет» — Европа, Азия и Африка, то есть те же области, которые были картографированы Птолемеем. Сам Дюрер также принимал участие в многолетней подготовке издания «Географии» Птолемея на латинском языке, которую вёл В. Пиркгеймер. Несмотря на традиционные черты, карта содержит много новых особенностей, отражающих уровень развития географических знаний в эпоху Возрождения. В географической карте Стабия — Хейнфогеля — Дюрера для передачи шарообразности Земли была применена перспективная проекция с точкой зрения, находящейся вне глобуса на расстоянии утроенного диаметра, из которой точки земной поверхности спроектированы на плоскость чертежа. Разработкой методов проектирования Дюрер интересовался уже как художник. Карта является, кроме того, и несомненным образцом искусства гравюры. По краям карты приведены мастерские изображения нескольких дующих на Землю ветров.